# Rosa Ana Morillo Rodríguez
Rosa Ana Morillo Rodríguez (nacida en 1972 en Madrid, España) es una matemática española. Fue secretaria de Estado de Turismo de España, así como presidenta de Turespaña, entre 2022 y 2024. Condecorada con la Gran Cruz de la Orden del Mérito Civil 
En febrero de 2025 se incorporó al Grupo MSC, 
Mediterranean Shipping Company, con sede en Ginebra, como Group Vice President, Government Affairs. Desde esta posición lidera la representación institucional del grupo y la definición de la estrategia de políticas turísticas, con especial atención a España, América Latina y el Caribe.

## Reseña biográfica

### Experiencia profesional
Inició su trayectoria en 1996 en México, desempeñando labores de consultoría tecnológica en empresas de diferentes sectores, labor que continuó en otros territorios como Francia, Reino Unido e Italia.
Asesora en tecnología aplicada a los recursos humanos para Société Générale Corporate & Investment Banking en París. En 2007 se incorpora al Grupo Barceló, en el puesto de Jefa de Organización y Proyectos a nivel corporativo. En 2009 se incorpora a Arabella Starwood, del Grupo Schoerghuber como Directora Corporativa de Recursos Humanos, labor que continúa hasta 2019 gestionando el periodo de adquisición de la misma por parte de Marriott International.
Miembro del Consejo de Administración de la Autoridad Portuaria de Baleares y miembro del Comité Ejecutivo del Consejo Español de Turismo (CECET), elaborando la Estrategia de Turismo Sostenible 2030 para España.
Desde su nombramiento en 2019 como directora general de Turismo del Gobierno de las Islas Baleares ha gestionado iniciativas como la Ley de Excesos, el pacto con el sector de cruceros y la Ley de Circularidad en el Turismo. Además, ha liderado el proceso de implementación de los proyectos asociados a los fondos Next Generation EU, con programas de modernización y reconversión de las zonas turísticas maduras y proyectos de economía circular y de sostenibilidad social entre otros.

### Estudios
Licenciada en Ciencias Matemáticas por la Universidad Complutense de Madrid.
Erasmus en Matemáticas aplicadas a la Computación en el University College Dublin (Irlanda).
Dirección Avanzada de Recursos Humanos en ESADE.